# Canvi de variables en equacions diferencials en derivades parcials
Sovint una equació diferencial en derivades parcials es pot reduir a una forma més simple amb una solució coneguda per un canvi de variables adequat.
Aquest article tracta del canvi de variable per a EDPs per dos vies:
1. Amb exemples;
2. Donant la teoria del mètode.

## Explicació amb exemples
Per exemple, la següent forma simplificada de la EDP de Black–Scholes
{\displaystyle {\frac {\partial V}{\partial t}}+{\frac {1}{2}}S^{2}{\frac {\partial ^{2}V}{\partial S^{2}}}+S{\frac {\partial V}{\partial S}}-V=0.}
és reductible l'equació de transferència de la calor
{\displaystyle {\frac {\partial u}{\partial \tau }}={\frac {\partial ^{2}u}{\partial x^{2}}}}
pel canvi de variables:
{\displaystyle V(S,t)=v(x(S),\tau (t))\,}
{\displaystyle x(S)=\ln(S)\,}
{\displaystyle \tau (t)={\frac {1}{2}}(T-t)\,}
{\displaystyle v(x,\tau )=\exp(-(1/2)x-(9/4)\tau )u(x,\tau )\,}
seguint aquests passos:
- Es canvia {\displaystyle V(S,t)} per {\displaystyle v(x(S),\tau (t))} i s'aplica la regla de la cadena obtenint

{\displaystyle {\frac {1}{2}}(-2v(s,\tau )+2{\frac {\partial \tau }{\partial t}}{\frac {\partial v}{\partial \tau }}+S\left(\left(2{\frac {\partial x}{\partial S}}+S{\frac {\partial ^{2}x}{\partial S^{2}}}\right){\frac {\partial v}{\partial x}}+S\left({\frac {\partial x}{\partial S}}\right)^{2}{\frac {\partial ^{2}v}{\partial x^{2}}}\right)=0.}
- Se substitueix {\displaystyle x(S)} i {\displaystyle \tau (t)} per {\displaystyle \ln(S)} i {\displaystyle {\frac {1}{2}}(T-t)} per obtenir

{\displaystyle {\frac {1}{2}}(-2v(\ln(S),{\frac {1}{2}}(T-t))-{\frac {\partial v(\ln(S),{\frac {1}{2}}(T-t))}{\partial \tau }}+{\frac {\partial v(\ln(S),{\frac {1}{2}}(T-t))}{\partial x}}+{\frac {\partial ^{2}v(\ln(S),{\frac {1}{2}}(T-t))}{\partial x}}.}
- Se substitueix {\displaystyle \ln(S)} i {\displaystyle {\frac {1}{2}}(T-t)} per {\displaystyle x(S)} i {\displaystyle \tau (t)} i es divideixen els dos costats entre {\displaystyle {\frac {1}{2}}} per aconseguir

{\displaystyle -2v-{\frac {\partial v}{\partial \tau }}+{\frac {\partial v}{\partial x}}+{\frac {\partial ^{2}v}{\partial x^{2}}}=0.}
- Es substitueix {\displaystyle v(x,\tau )} per {\displaystyle \exp(-(1/2)x-(9/4)\tau )u(x,\tau )} i es divideix a atot arreu entre {\displaystyle -\exp(-(1/2)x-(9/4)\tau )u(x,\tau )} per obtrnir l'equació de la calor.

El següent consell sobre l'aplicació del canvi de variable a EDPs el va donar el matemàtic J. Michael Steele:
| « | No hi ha res especialment difícil en el canvi de variables i en transformar una equació a un altre, però hi ha un element d'avorriment i complexitat que alenteix. No hi ha cap remei universal per aquest efecte, però els càlculs semblen que vagin més de pressa si se segueix un pla ben definit. Si sabem que {\displaystyle V(S,t)} satisfa una equació (com l'equació Black-Scholes) està garantit que es pot fer un bon ús de l'equació deduint-ne una funció nova {\displaystyle v(x,t)} definida en termes dels vells valors si s'escriu els vell V com a funció del nou v i s'escriu el {\displaystyle \tau } i x nous com funcions dels vells t i S. Aquest ordre de les coses posa tot en la línia directa de foc de la regla de la cadena; les derivades parcials {\displaystyle {\frac {\partial V}{\partial t}}}, {\displaystyle {\frac {\partial V}{\partial S}}} i {\displaystyle {\frac {\partial ^{2}V}{\partial S^{2}}}} són fàcils de calcular i al final, l'equació original queda preparada per a l'ús immediat. | » |

## Tècnica general
Suposeu que es té una funció {\displaystyle u(x,t)} i un canvi de variables {\displaystyle x_{1},x_{2}} tal que hi ha funcions {\displaystyle a(x,t),b(x,t)} tals que
{\displaystyle x_{1}=a(x,t)\,}
{\displaystyle x_{2}=b(x,t)\,}
i funcions {\displaystyle e(x_{1},x_{2}),f(x_{1},x_{2})} tals que
{\displaystyle x=e(x_{1},x_{2})\,}
{\displaystyle t=f(x_{1},x_{2})\,}
i a més tals que
{\displaystyle x_{1}=a(e(x_{1},x_{2}),f(x_{1},x_{2}))\,}
{\displaystyle x_{2}=b(e(x_{1},x_{2}),f(x_{1},x_{2}))\,}
i
{\displaystyle x=e(a(x,t),b(x,t))\,}
{\displaystyle t=f(a(x,t),b(x,t))\,}
En altres paraules, és útil que hi hagi una funció bijectiva entre el conjunt vell de variables i el nou, o sinó s'ha de:
- Restringir el camp d'aplicabilitat de la correspondència a un suubconjunt del pla real que és suficient per una solució del problema pràctic entre mans (on una altra vegada necessita ser una bijecció), i

- Enumerar els (zero o la llista finita) d'excepcions (pols) on l'altrament bijecció falla (i dir per què aquestes excepcions no restringeixen l'aplicabilitat de la solució de l'equació reduïda a l'equació original)

Si no existeix una bijecció llavors la solució a l'equació de la forma reduïda no serà en general una solució de l'equació original.
S'està estuduant el canvi de variables per a EDPs. Ua EDP es pot expressar com un operador diferencial aplicat a una funció. Suposeu que {\displaystyle {\mathcal {L}}} sigui un operador diferencial tal que 
{\displaystyle {\mathcal {L}}u(x,t)=0\,}
Llavors també és el cas que 
{\displaystyle {\mathcal {L}}v(x_{1},x_{2})=0\,}
on
{\displaystyle v(x_{1},x_{2})=u(e(x_{1},x_{2}),f(x_{1},x_{2}))\,}
i s'opera de la manera següent per anar des de {\displaystyle {\mathcal {L}}u(x,t)=0} fins a {\displaystyle {\mathcal {L}}v(x_{1},x_{2})=0:}
- S'aplica la regla de la cadena a {\displaystyle {\mathcal {L}}v(x_{1}(x,t),x_{2}(x,t))=0} i s'xpandeix l'equació donada {\displaystyle e_{1}}.

- Es substitueix per {\displaystyle a(x,t)} {\displaystyle x_{1}(x,t)} i {\displaystyle b(x,t)} per a {\displaystyle x_{2}(x,t)} en {\displaystyle e_{1}} i s'expandeix donant l'equació {\displaystyle e_{2}}.

- Es canvien les ocurrencies de {\displaystyle x} per {\displaystyle e(x_{1},x_{2})} i {\displaystyle t} per {\displaystyle f(x_{1},x_{2})} per produir {\displaystyle {\mathcal {L}}v(x_{1},x_{2})=0}, que estarà lliure de {\displaystyle x} i {\displaystyle t}.

## Coordenades d'acció - angle
Sovint, la teoria pot establir l'existència d'un canvi de variables, encara que la fórmula mateixa no es pot establir explícitament. Per a un sistema hamiltonià integrable de dimensió {\displaystyle n}, amb {\displaystyle {\dot {x}}_{i}=\partial H/\partial p_{j}} i {\displaystyle {\dot {p}}_{j}=-\partial H/\partial x_{j}}, existeixen n integrals {\displaystyle I_{i}}.
Existeix un canvi de variables des de les coordenades {\displaystyle \{x_{1},\dots ,x_{n},p_{1},\dots ,p_{n}\}} a un conjunt de variables {\displaystyle \{I_{1},\dots I_{n},\varphi _{1},\dots ,\varphi _{n}\}}, en el qual les equacions del moviment esdevenen {\displaystyle {\dot {I}}_{i}=0}, a {\displaystyle {\dot {\varphi }}_{i}=\omega _{i}(I_{1},a\dots ,I_{n})}, on les funcions {\displaystyle \omega _{1},\dots ,\omega _{n}} són incògnites, però només depenen de {\displaystyle I_{1},\dots ,I_{n}}. Les variables {\displaystyle I_{1},\dots ,I_{n}} són les coordenades dacció, les variables {\displaystyle \varphi _{1},\dots ,\varphi _{n}} són les coordenades angulars. Llavors, el moviment del sistema es pot veure com una rotació en un torus. Com a exemple particular, considereu l'oscil·lador harmònic simple, amb {\displaystyle {\dot {x}}=2p} and {\displaystyle {\dot {p}}=-2x}, amb {\displaystyle H(x,p)=x^{2}+p^{2}} hamiltonià. Aquest sistema es pot reescriure com {\displaystyle {\dot {I}}=0}, {\displaystyle {\dot {\varphi }}=1}, on {\displaystyle I} i {\displaystyle \varphi } són les coordenades canòniques polars: {\displaystyle I=p^{2}+q^{2}} i {\displaystyle \tan(\varphi )=p/x}. Vegeu V. I. Arnold, Mathematical Methods of Classical Mechanics, per més details.